# 생물적 방제

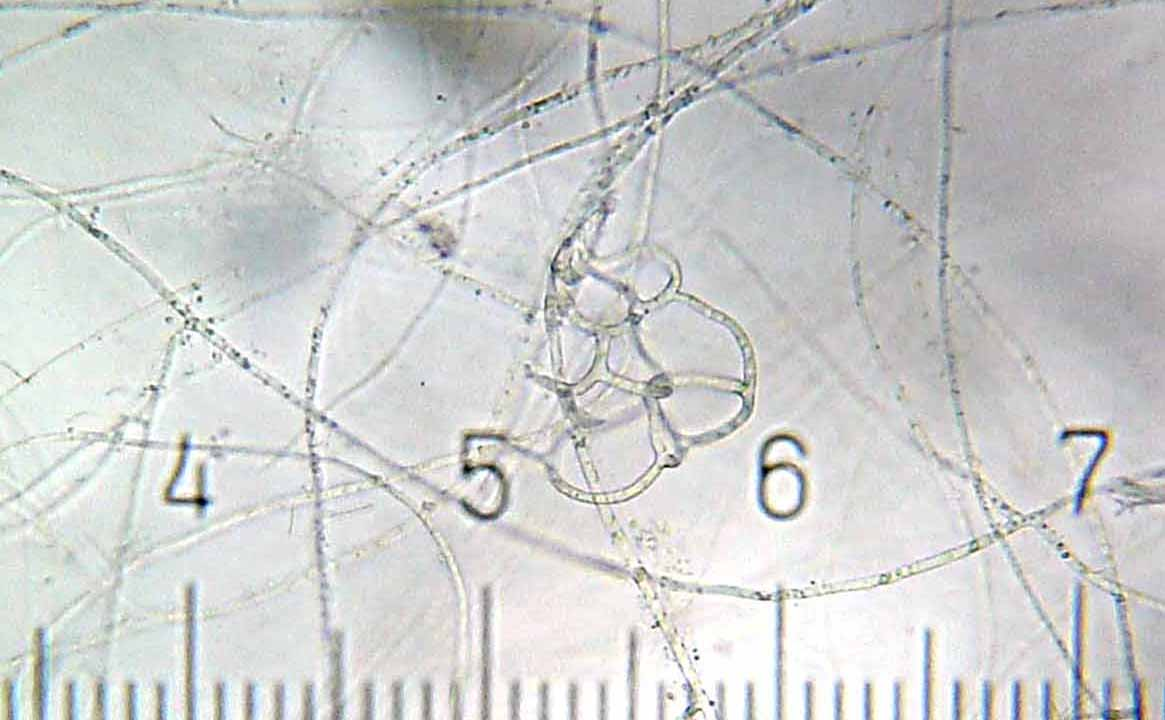

생물적 방제(生物的 防除)는 농업 분야와 원예 분야에서 위해한 병해충에 방제를 하는 방법이다.

## 방제 과정
1. 잠재적인 천적을 탐색한다.
2. 기주 특이성을 연구한다.
3. 대량 증식법을 익힌다.
4. 현장에 적용 시험을 한다.
5. 사후 모니터링을 한다.

잠재적인 천적 탐색으로 병해충의 개체수를 줄이는 데 목적이 있으며, 기주 특이성을 알면 천적의 양과 방제 방법을 알 수 있다. 또한, 많은 천적이 필요할 때를 대비해 대량 증식을 하는 방법을 아는 것이 좋다. 이 자료를 토대로 좁은 현장에서 시험을 한다. 그리고 몇 년간 모니터링을 하면서 천적이 얼마나 방제에 효과를 거두는 지 확인하고, 보완책을 마련한다.

## 자주 쓰이는 매체
- 기생성 곤충
- 포식성 절지동물
- 병원성 미생물

## 같이 보기
- 키토산
- 혼식
- 유기농
- 퍼머컬처
- 지속 가능한 정원 가꾸기

## 참고 문헌
- 대한민국 농촌진흥청에 다양한 생물적 방제 자료가 있다.  특히 고추와 사과의 생물학 방제법은 따로 관리한다.